# Olešnice na Moravě
Olešnice (deutsch Oels) ist eine Stadt in Tschechien. Sie liegt 11 km westlich von Letovice und gehört zum Okres Blansko.

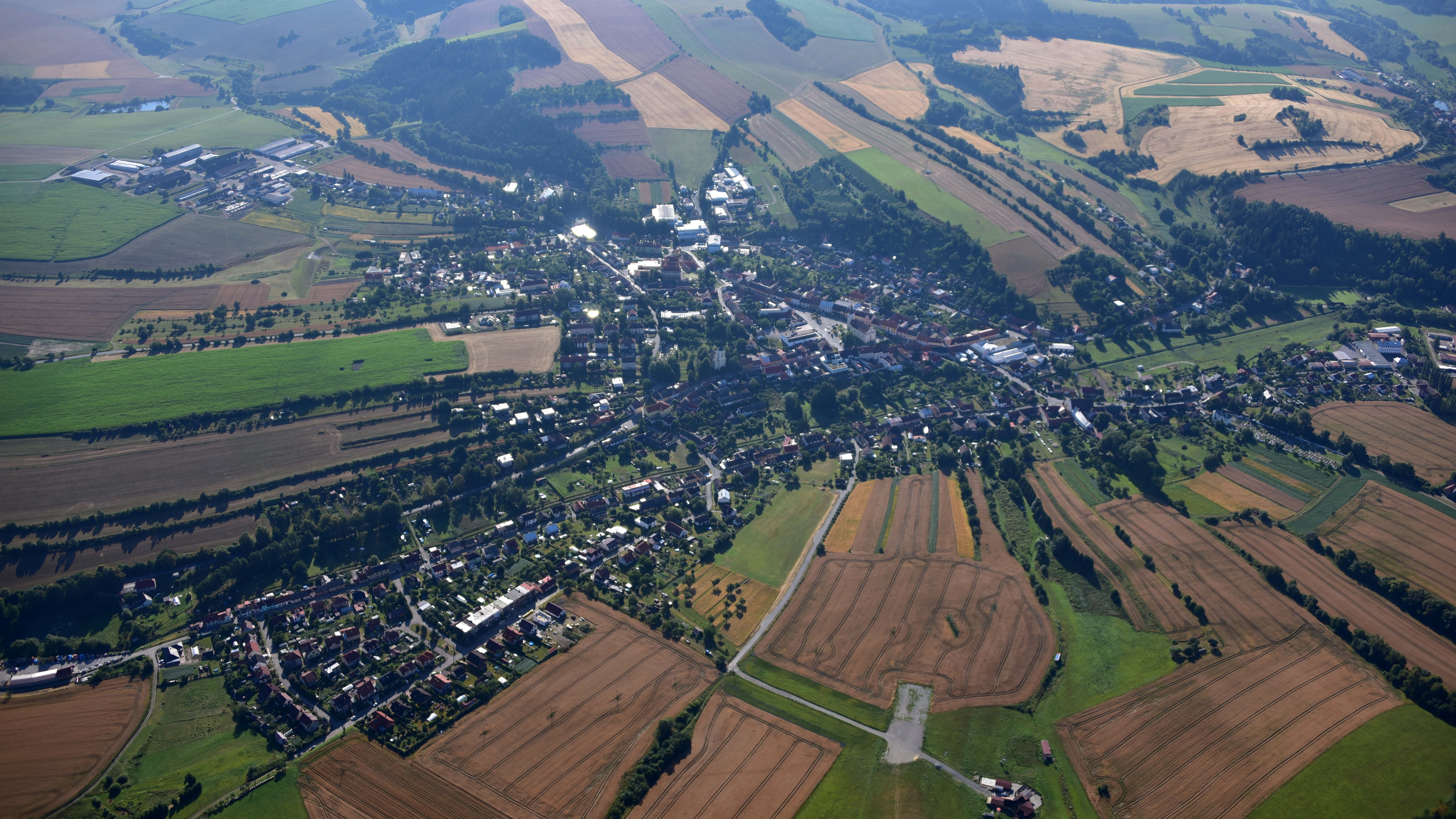
Olešnice na Moravě, Luftaufnahme (2018)

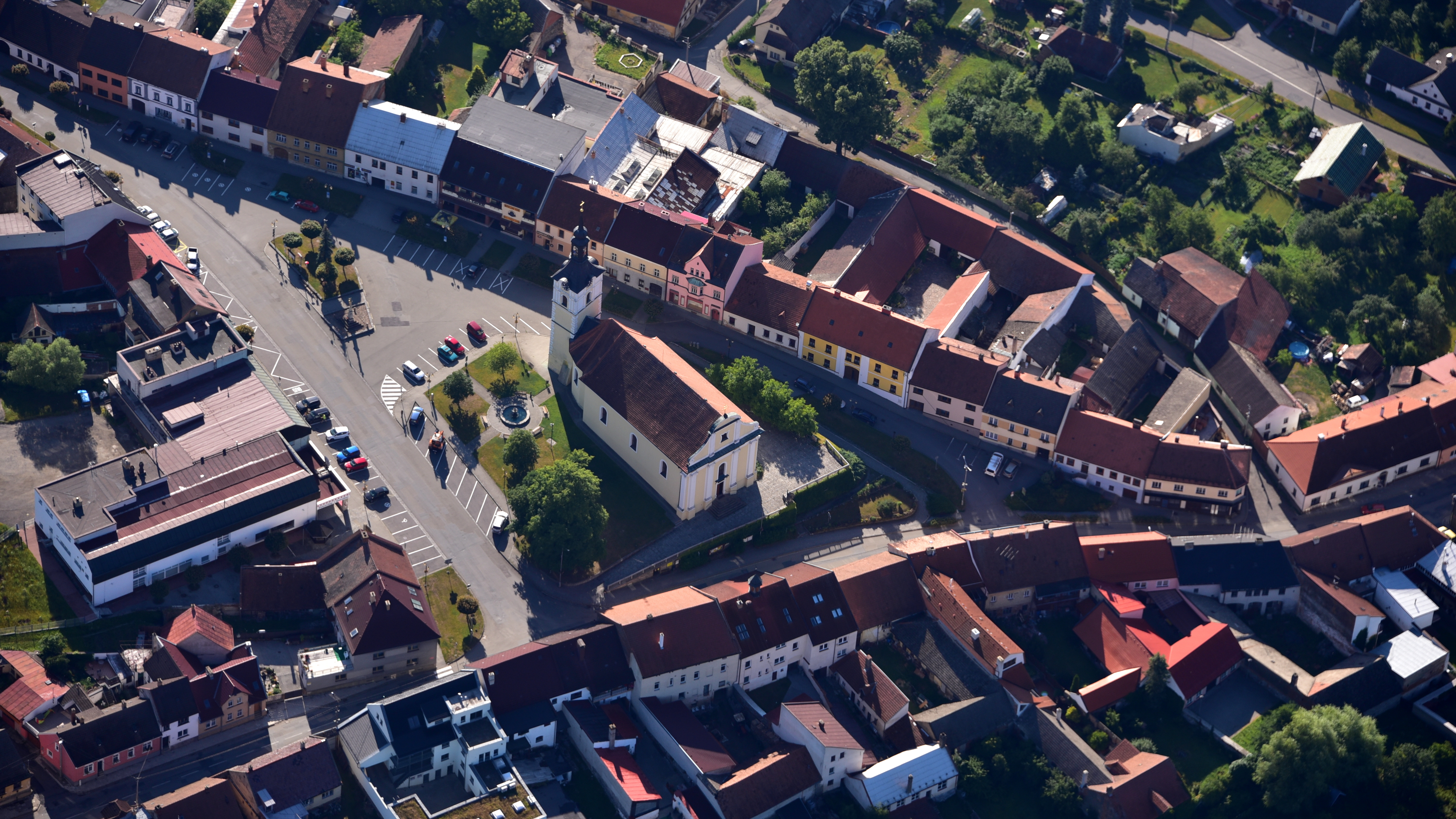
Stadtzentrum, Luftaufnahme (2018)

## Geographie
Olešnice befindet sich im Bergland der oberen Swratka, einem Teil der Böhmisch-Mährischen Höhe, im Tal des Nyklovický potok, der sich in der Stadt mit dem Veselský potok zur Hodonínka vereinigt. Olešnice, das historisch zu Mähren gehörte, liegt an der historischen Landesgrenze zu Böhmen. Heute grenzen hier der böhmische Okres Svitavy und der mährische Okres Žďár nad Sázavou an den Okres Blansko. Östlich erheben sich der Špilberk (Spielberg, 653 m) und der Kamperk (Kammberg, 640 m), im Südwesten der Srstkův kopec (611 m) und im Westen der Kopaniny (688 m).
Nachbarorte sind Kněževes und Jobova Lhota im Norden, Veselka und Ústup im Nordosten, Rozsíčka im Osten, Crhov im Südosten, Křtěnov im Süden, Lhota u Olešnice im Südwesten, Malé Tresné im Westen sowie Lamberk, Velké Tresné und Trpín im Nordwesten.

## Geschichte
Olešnice entstand vermutlich im 11. Jahrhundert, jedoch hat sich die Ersterwähnung von 1073 als eine 1163 gefertigte Fälschung erwiesen. Während der Besiedlung der böhmischen Randgebiete in der Mitte des 13. Jahrhunderts ließ König Přemysl Ottokar II. am östlichen Ufer gegenüber dem Dorf Olešnice auf dem Gebiet des heutigen Marktplatzes durch deutsche Kolonisten die Ansiedlung Deutsch Oels errichten. Zur Unterscheidung wurde das Straßendorf auf der mährischen Seite nun Moravská Olešnice oder Mährisch Oels genannt. Der Ort war Teil der Herrschaft Louka und befand sich im Besitz der Herren von Lomnice. Während deren Herrschaft erfolgten mehrere Erbteilungen, die zu einer Zersplitterung des Territoriums führten.
Deutsch Oels entwickelte sich zu einem Marktflecken, der seit 1360 als Städtchen bezeichnet wurde. Seit 1283 bestand in Deutsch Oels die Pfarrkirche St. Peter und Paul, ihr Pfarrer taufte Ješek von Falkenstein (1282–1337), den illegitimen Sohn Königin Kunigundes mit Zawisch von Falkenstein. Das Städtchen bildete zeitweilig eine eigene Herrschaft, zu der auch einige umliegende Dörfer gehörten. 1442 fielen die Hussiten in das Städtchen ein und brandschatzten es. Nach dem Wiederaufbau der zerstörten Pfarrkirche wurde diese dem Hl. Laurentius geweiht.
1496 erwarb Wilhelm II. von Pernstein die Herrschaft einschließlich des Städtchens und vereinigte das Gebiet wieder. Sein Enkel Vratislav musste den Besitz verkaufen. Über Hans Friedrich Graf von Hardegg gelangte die Herrschaft an Johanna Eva von Liechtenstein, die sie mit der Herrschaft Kunstadt vereinigte. Seit dem 16. Jahrhundert bestanden in Deutsch Oels mehrere Zünfte. Der Zunftbriefe der Schneider (1539), Weber (1545) und Tuchmacher (1610) sind davon die ältesten.
Im Dreißigjährigen Krieg, in dem das Städtchen schwere Schäden erlitt und 800 der Einwohner den verwüsteten Ort verließen, erwarb 1638 Heinrich Graf von Schlick die Herrschaft und trennte sie wieder von Kunstadt ab. Noch 1674 waren von den 123 Häusern 24 wüst.
Der neue Besitzer der Herrschaft Karl Benedikt Graf von Lamberg förderte 1702 das darniederliegende Städtchen durch eine Senkung der Fron unter der Bedingung, dass die Bewohner ihre Schulden abzahlten und im Herrenhaus sein Bier ausschenkten. 1725 ließ Johann von Lamberg die St. Nikolauskirche in Mährisch Oels errichten. Zwischen 1772 und 1790 wuchs die Einwohnerzahl in Deutsch Oels wieder von 1119 auf 1370 an.
Während des Ersten Schlesischen Krieges kam es am 9. Mai 1742 zwischen Deutsch Oels und Austup zu einem Nachtgefecht zwischen österreichischen und sächsischen Truppen, bei dem die Sachsen eine schwere Niederlage erlitten. Neben mehr als 100 Gefallenen verloren sie dabei noch 200 Mann in österreichische Gefangenschaft.
Um 1750 verlor Deutsch Oels das Recht der Peinlichen Gerichtsbarkeit. 1759 wurde das Dorf Moravská Olešnice mit Deutsch Oels vereinigt und Oels in Mähren kam wieder zur Herrschaft Kunstadt. Nach Erlass des Toleranzpatentes Josephs II. entstand in dem Städtchen eine starke evangelische Gemeinde. Im 18. Jahrhundert begründete die Familie Danzinger eine Blaudruckwerkstatt. Die Fleischbänke an der Laurentiuskirche wurden 1799 in ein Schulhaus umgebaut.
Zu Beginn des 19. Jahrhunderts kam es in Oels zu mehreren Stadtbränden, von denen der verheerendste 1827 ausbrach. Dabei wurde auch die Stadtkirche St. Laurentius aus dem 15. Jahrhundert vernichtet. Ihr Wiederaufbau erfolgte in den Jahren 1831 bis 1839, sie wurde nun jedoch dem Hl. Leopold geweiht. Von 1860 bis 1868 erfolgte der Bau der evangelischen Kirche. In diese Zeit fiel auch die Ansiedlung von Betrieben. Um 1850 nahm eine Kunstblumenmanufaktur die Produktion auf. Während des Deutschen Krieges kam es 1866 zu Schießereien in der Stadt. Bedeutung erlangten die Kalkspatbrüche in der Umgebung, deren Gestein als Oelser Marmor bezeichnet wurde.
1859 hatte sich unter der Leitung des Pfarrers Pleskač, der die Märchen und Sagen der Gegend sammelte und auch Theaterstücke in tschechischer Sprache verfasste, ein Theaterverein gegründet. Nach der Einweihung des neuen Schulhauses auf der Mährischen Seite wurde das alte Schulhaus an der Stadtkirche ab 1878 zum Theater umgebaut. Es gab zu dieser Zeit in Mähren außer der Redoute in Brünn keine ständigen festen Bauwerke als Theaterspielstätten, so dass in Olešnice das zweitälteste steinerne Theatergebäude Mährens stand, das aber inzwischen abgebrochen wurde.
Die Stadtkirche wurde 1943 wieder dem Hl. Laurentius geweiht. Nach 1990 wurde das städtische Freibad rekonstruiert. Im Jahre 1999 erhielt Olešnice die Stadtrechte. Am Abend des 15. Juli 2002 wurde die Stadt nach einem starken Gewitterregen, bei dem der Veselský potok und Nyklovický potok zu reißenden Strömen anstiegen, von einer Hochwasserflut geschädigt. Infolgedessen entstand nordöstlich von Olešnice am Veselský potok ein System von fünf Hochwasserrückhaltebecken.

## Stadtgliederung
Zur Stadt Olešnice gehören die Stadtteile Moravská strana, Hliníky und Vejpustek (Weypustek) sowie der Herrenhof Lamberk (Lamberg).

## Sehenswürdigkeiten

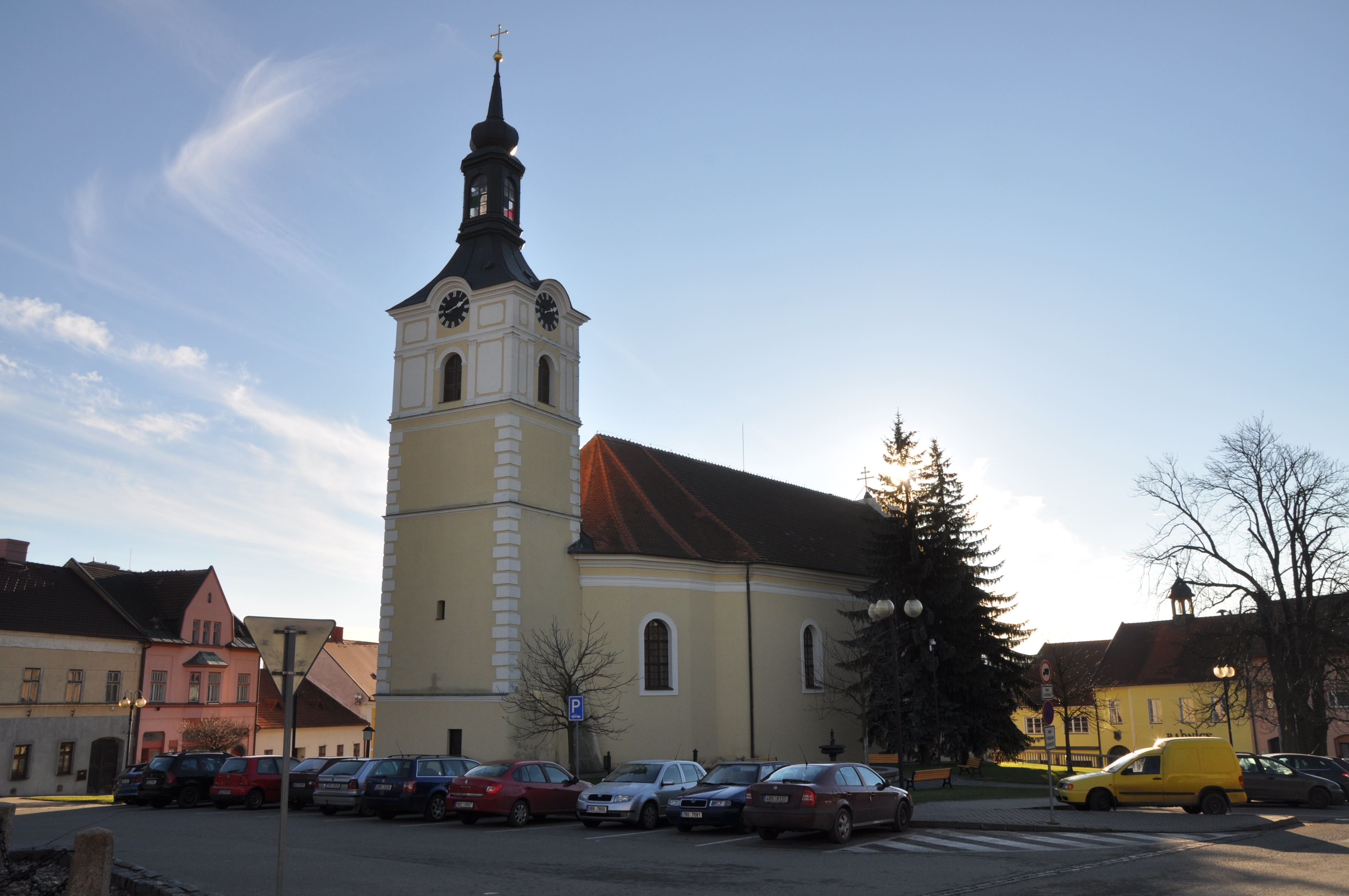
St. Laurentius

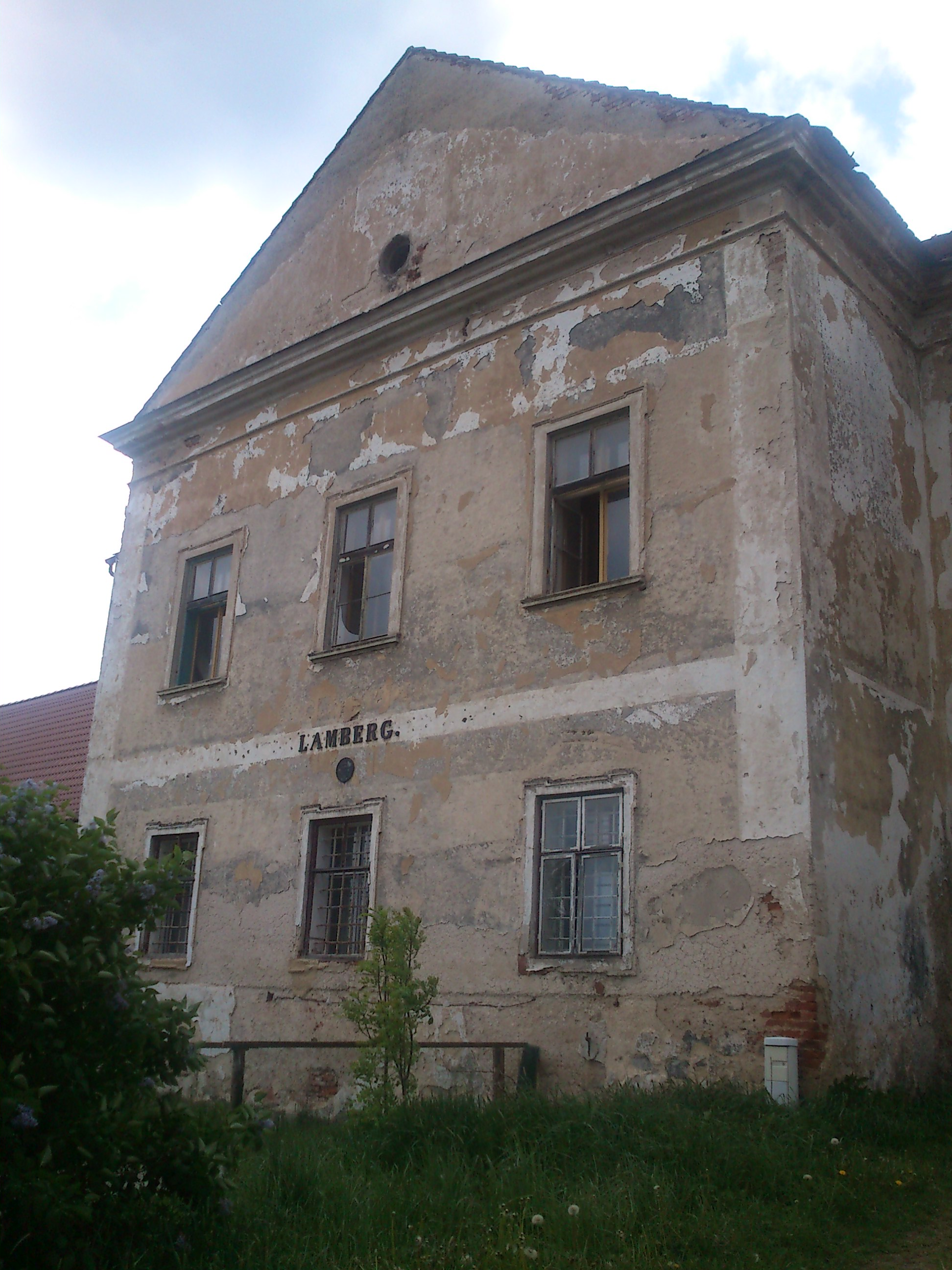
Schloss Lamberk

- Das Rathaus entstand 1794, nach 1980 erfolgte ein Anbau eines Nebengebäudes
- Stadtkirche St. Laurentius aus dem 19. Jahrhundert
- Statue des Hl. Wenzel am Marktplatz
- Gedenktafel an das Gefecht im Deutschen Krieg von 1866
- St. Nikolauskirche in Moravská strana von 1725, 1882 umgestaltet.
- Blockhäuser aus dem 18. und 19. Jahrhundert in Vejpustek
- Schloss Lamberk, errichtet von Johann Graf von Lamberg im Jahre 1700
- Skalkiwald mit ehemaliger Scharfrichtstätte Na spravedlnosti
- mittelalterliches Silberbergwerk bei Rozsíčka
- denkmalgeschützte Volksarchitektur in Veselka und Denkmal von 1921 für den am 18. Juni 1918 in Conegliano von den Österreichern hingerichteten italienischen Legionär Václav Tintěra
- Burgruine Louka auf dem 635 m hohen Hradisko
- Berg Kopaniny mit Aussichtsturm, westlich der Stadt

## Söhne und Töchter der Stadt
- Vladimír Dufka (1892–1969), tschechischer Architekt
- Alois Bauer (1926–1945), Widerstandskämpfer der Gruppe Předvoj, erschossen durch die Nazis
- Vladimír Blažka (1920–1945), Widerstandskämpfer der Gruppe Předvoj, erschossen durch die Nazis

### Im Ort wirkten
- Aus Olešnice stammt die Familie des Barockmalers Karel Škréta, der jedoch 1610 in Prag geboren wurde
- Josef Augusta, Paläontologe 1932–1933 unterrichtete an der hiesigen Schule